# Department of the Prime Minister and Cabinet (Neuseeland)
Das Department of the Prime Minister and Cabinet (DPMC), in Maori Te Tari O Te Pirimia Me Te Komiti Matua, ist eine von drei zentralen Regierungsorganisationen der neuseeländischen Regierung, die dafür verantwortlich sind, öffentliche Dienstleistung zu koordinieren und zu verwalten. Die anderen beiden sind die Public Service Commission und The Treasury.

## Geschichte
Das Department of the Prime Minister and Cabinet wurde am 1. Januar 1990 gegründet. Vorausgegangen war ein in Auftrag gegebenes Gutachten, das zu dem Schluss kam, die notwendige Unterstützung und Beratung des Prime Ministers über zwei unterschiedliche Wege zu gewährleisten, zum einen, fachgerecht und neutral über eine neu zu schaffende Abteilung, dem DPMC und zum anderen, politisch über ein Prime Minister's Private Office, das nicht Teil des DPMC sein sollte.
Die Abteilung Government House, das den Governor-General (Generalgouverneur) unterstützt, wurde im August 1990 dem DPMC zugeordnet und am 1. Juli 1991 folgte das National Assessments Bureau.

## Struktur des DPMC

### Cabinet Office
Das Cabinet Office ist das Sekretariat der Regierung. Es unterstützt und bereitet die Entscheidungsprozesse der Regierung vor. Im Einzelnen bietet es den Service für:
- das Cabinet (Kabinett), die Cabinet Committees (Kabinett-Komitee) und den Executive Council (Exekutivrat),
- den Prime Minister, den Governor-General und für die Minister der Regierung, auf Basis des sogenannten Cabinet Manual[4], einem Handbuch für verbindliches Regierungshandeln und seinen Entscheidungsprozessen,
- das New Zealand Royal Honours System (königliche Ehrungen)
- und stellt die Kommunikationsschnittstelle zwischen der Regierung und dem Generalgouverneur dar.[5]

### Government House
Das Government House ist die offizielle Residenz des Generalgouverneurs von Neuseeland. Von den beiden Gebäuden in Auckland und in Wellington, gilt das Anwesen in Wellington als die eigentliche Residenz.
Mit knapp 30 Bediensteten werden die beiden Residenzen des Generalgouverneurs verwaltet und organisiert, angefangen von der Unterstützung des Generalgouverneurs in seiner Funktion, über die Verwaltung der Anwesen, bis hin zur Organisation von Festen, Empfängen und Besuchen. Mehr als 15.000 Besucher sind jährlich zu bewältigen, unter ihnen Staatsoberhäupter, Diplomaten, Politiker oder einfache Besucher.
Die Abteilung Government House des DPMC unterstützt den Generalgouverneur mit seinen Bediensteten bei der Erledigung ihrer Aufgaben.

### Policy Advisory Group (PAG)
Die Policy Advisory Group (PAG) (Gruppe von Politikberatern) wurde formal 1990 mit der Gründung des DPMC als eigene Abteilung mit eingerichtet, existierte in ihrer Funktion aber bereits vorher schon. Die Gruppe besteht aus einem Direktor und dreizehn Politikberatern aus den Bereichen, Recht, Wirtschaft, Ökonomie und Soziales. Als Berater stehen sie direkt dem Prime Minister zur Verfügung und können von ihm zur Leitung bestimmter Projekte beauftragt werden. Die Gruppe unterhält Kontakte zu anderen Behörden, Ämter, Abteilungen des öffentlichen Sektors.

### Security & Intelligence Group (SIG)
Die Security & Intelligence Group (SIG) (Gruppe für Sicherheit und Geheimdienste) wurde innerhalb des DPMC erst im Januar 2014 installiert. Damit bekam das DPMC eine zentrale Rolle in Bezug auf Koordination und Unterstützung des nationalen Sicherheitssystem Neuseelands zugeordnet. In der Regierung von John Key, übernahm der Premierminister auch den Posten des Ministers für National Security and Intelligence (Nationale Sicherheit und Geheimdienste).
Die Gruppe ist des Weiteren in fünf Bereiche und Verantwortlichkeiten mit je einem Director (Leiter) unterteilt:
- National Security Policy – (Nationale Sicherheitsrichtlinien)
- National Security Systems – (Nationale Sicherheitssysteme)
- Intelligence & Assessment – (Geheimdienste & Bewertung)
- National Cyber Policy Office – (Büro für nationale Internetrichtlinien)
- National Security Communications – (Nationale Sicherheitskommunikation)

Allen Abteilungen voran steht ein Chief Executive (Geschäftsführer), der wie gegenüber dem Premierminister ebenfalls den neuseeländischen Abteilungen und Dienststellen gegenüber verantwortlich ist, die der nationalen Sicherheit dienen und unter ODESC (Officials’ Committee for Domestic and External Security Coordination) (Offizielles Komitee für interne und externe Sicherheitskoordination) zusammengefasst und bekannt sind.

### Ministry of Civil Defence & Emergency Management (MCDEM)
Seit dem 1. April 2014 ist das Ministry of Civil Defence & Emergency Management (MCDEM) (Ministerium für zivile Verteidigung und Katastrophen Management) direkt in das DPMC integriert.
Das Ministry of Civil Defence existierte seit 1959 und war dem Department of Internal Affairs (Abteilung für innere Angelegenheiten) zugeordnet. Seit dieser Zeit wurde der Zivilschutz und das Katastrophenmanagement mehr und mehr den kommunalen und regionalen Behörden verantwortet. Sechzehn existieren landesweit und werden heute vom MCDEM unterstützt.